# Michauxia tchihatcheffii
Michauxia tchihatcheffii là loài thực vật có hoa trong họ Hoa chuông. Loài này được Fisch. & C.A.Mey. mô tả khoa học đầu tiên năm 1854.